# Velocidad de sedimentación globular

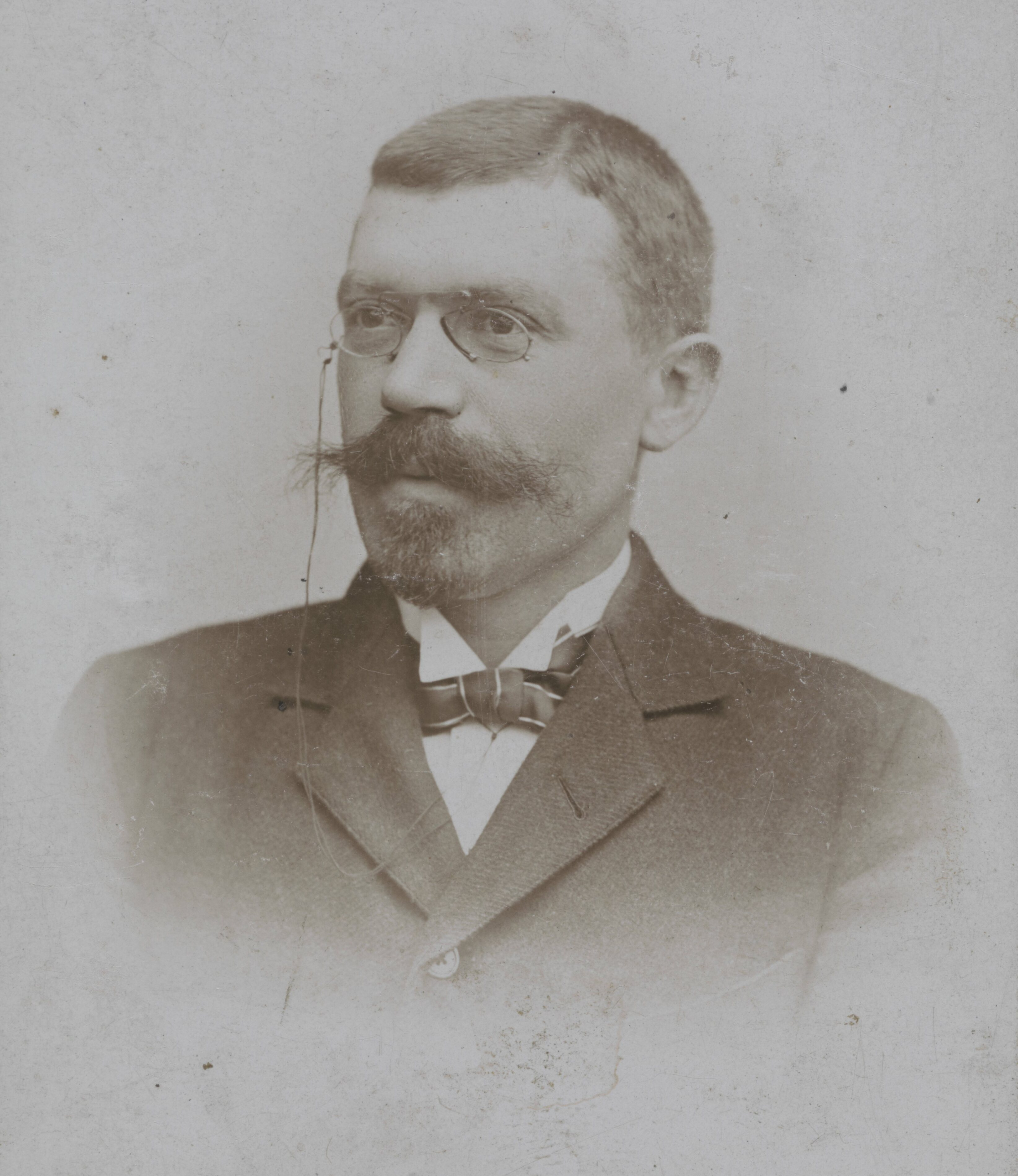
Edmund Biernacki (1866-1911), médico polaco descubridor de la relación entre la tasa de sedimentación de los eritrocitos de una muestra de sangre humana y el estado general del organismo del que proviene la muestra.

La velocidad de sedimentación globular (habitualmente referida como VSG) o eritrosedimentación es una prueba de laboratorio utilizada frecuentemente en medicina. Consiste en medir la velocidad con la que sedimentan (decantan, caen) los glóbulos rojos o eritrocitos de la sangre, provenientes de una muestra de sangre periférica (tratada con solución de citrato o con EDTA), en un periodo determinado de tiempo, habitualmente una hora. Esta prueba y su relación con la medicina fueron descubiertos y desarrollados en año 1897 por el médico polaco Edmund Biernacki.

## Principio

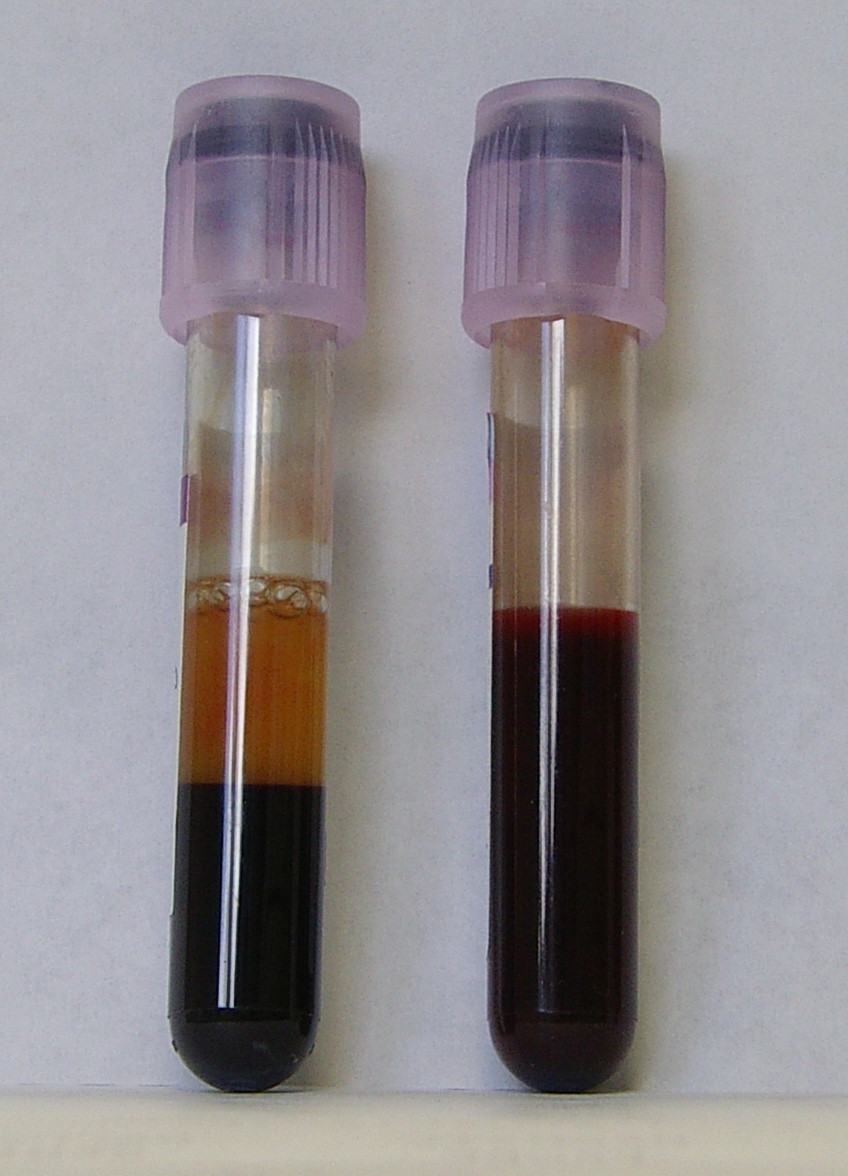
Tubos de ensayo con muestras de sangre.

Para la prueba la sangre no debe coagularse, motivo por el cual se adiciona a la sangre extraída una sustancia anticoagulante (la más común es citrato sódico 3,8 %, en proporción volumétrica exacta de 1 parte de citrato por cada 3 de sangre).
La sangre homogeneizada se carga en una pipeta. Se acomoda la pipeta en un soporte y a determinado tiempo preestablecido (60 minutos si está la pipeta a 90 grados de la mesa donde se apoya el soporte, o menos tiempo cuanto menor sea el ángulo entre la mesa y la pipeta; hay soportes especiales que permiten inclinaciones controladas para obtener ángulos diferentes a 90 grados) se procede a leer cuántos milímetros han sedimentado (decantado) los hematíes.
La sedimentación globular se realiza en tres etapas:
- Hemaglutinación: es la tendencia de los hematíes a formar agregados en forma de "pilas de monedas". Estos sedimentan de forma muy lenta por lo que van a determinar la velocidad de todo el proceso

- Sedimentación: desplazamiento de los hematíes hacia el fondo de la pipeta a velocidad constante.

- Acúmulo o depósito en el fondo.

El principio físico de esta prueba se basa en la Ley de Stokes, considerando los hematíes como esferas suspendidas en un medio infinito.

## Factores que afectan la VSG

### Factores físicos
Entre los factores que afectan el resultado se encuentran la temperatura, la hemólisis, el tiempo transcurrido desde la extracción, o la limpieza de material. Esto pone de manifiesto la importancia de la perfecta estandarización del método.

### Inflamación
Uno de los efectos sistémicos que tiene el proceso.

### Genéticos
Un estudio publicado en 2015 y realizado en la población de Cerdeña, en el que se realizaron investigaciones de asociación de variantes genéticas de marcadores de inflamación sanguíneos, mostró la asociación de variantes genéticas raras o poco frecuentes con un incremento de la VSG así como de los niveles de proteína C reactiva. Estas variantes (algunas no codificantes para la proteína) se localizan en una región que abarca 5.4 Mb en el cromosoma 12. Entre los genes que se ubican en dicha región se halla el que codifica para la enzima acetoacetil CoA sintetasa (AACS), implicada en la síntesis de colesterol.

## Determinación de la VSG
Habitualmente se emplean dos procedimientos:
- Método Westergreen
- Método de Wintrobe

En la actualidad no existe ningún método de referencia para la determinación de VSG, aunque el ICSH (International Council for Standardization in Haematology) recomienda el de Westergreen como el más aconsejable para la práctica clínica. El método se describe a continuación.

### Método de Westergreen

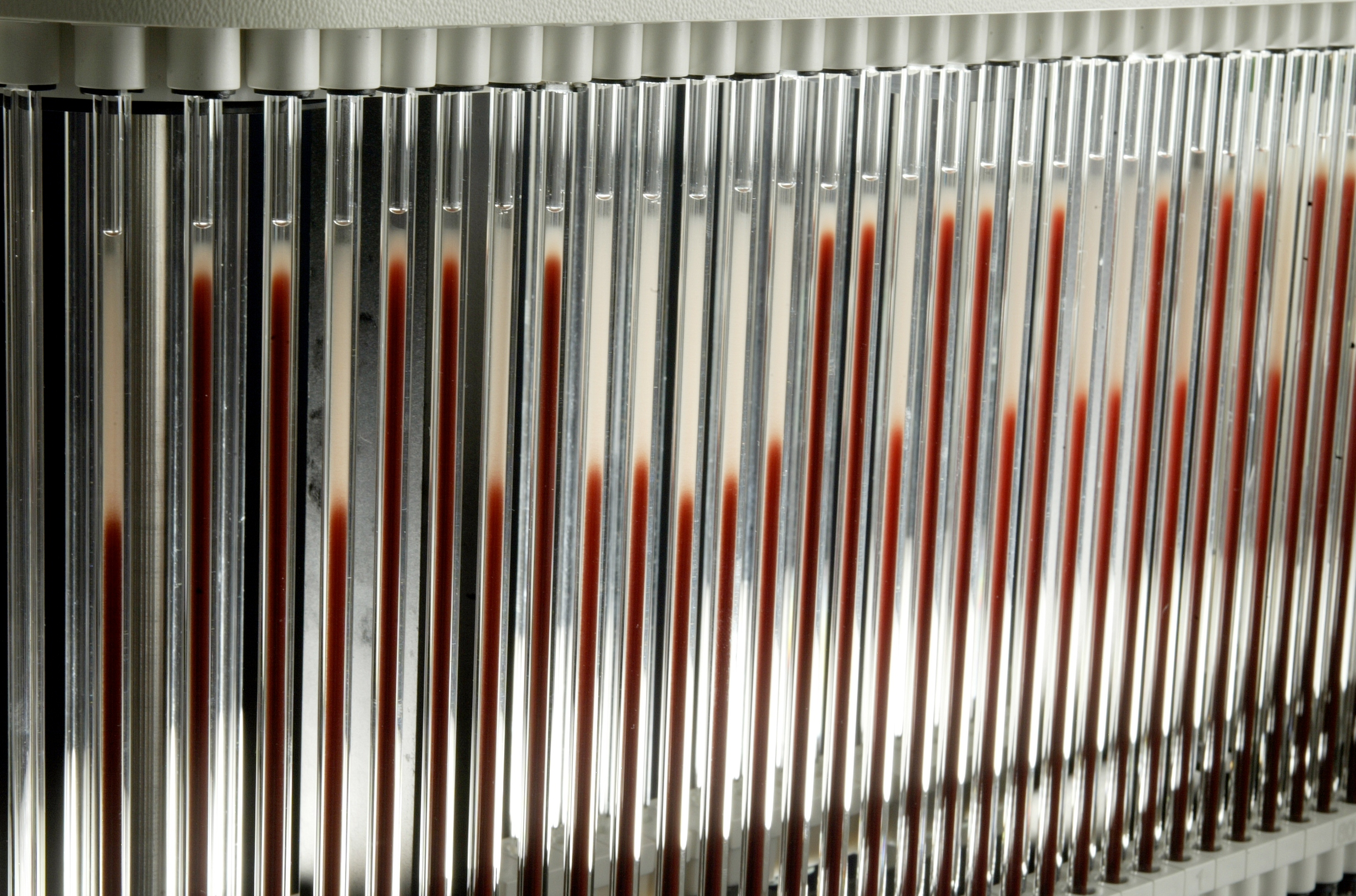
Pipetas de Westergren en un analizador automático de ESR.

1. Extraer sangre venosa (aprox. 1-2 mL) y homogeneizar con el anticoagulante (citrato sódico 3.8 % en proporción 1/4). Se recomienda realizar la determinación dentro de las 2 horas posteriores a la extracción de la muestra.
2. Cargar una pipeta de Westergren y, en el momento de llegar a la marca 0, poner en marcha el cronómetro. Asegurarse de que la pipeta esté en una posición de 90 º respecto la superficie, exenta de vibraciones o de cualquier factor que modifique la VSG.
3. Transcurridos 60 minutos exactos, leer la sedimentación eritrocitaria, que se expresa en mm/hora, y comparar los resultados obtenidos con los resultados normales.

## Indicaciones
La VSG es una prueba analítica análoga a las conocidas como reactante de fase aguda, como lo es la proteína C reactiva o PCR (no confundir con la reacción en cadena de la polimerasa, Polymerase Chain Reaction). Esto significa que es un marcador inespecífico, no relacionado con ninguna enfermedad en concreto, cuya elevación puede implicar procesos inflamatorios, infecciosos o neoplásicos. Por otra parte, sus valores son ampliamente variables por causa de factores múltiples aún mal establecidos (por ejemplo, se sabe que aumenta con la edad), por lo que su interpretación debe realizarse en el contexto de la clínica y del resto de pruebas analíticas. Existen tablas de valores normales máximos por edad y sexo (por ejemplo, 10 mm por hora en varones jóvenes).
La VSG se utiliza como dato de rutina en el despistaje inicial (examen médico preventivo) de enfermedades, como seguimiento de múltiples enfermedades crónicas, y excepcionalmente como criterio de diagnóstico (por ejemplo en la arteritis de células gigantes). Algunos procesos también pueden presentar disminución de la VSG.
Como se comentó anteriormente, la VSG no es un examen específico, es decir, no indica con precisión cuál es el problema ni en qué lugar del organismo está instalado. Sin embargo, valores superiores al normal pueden alertar al médico sobre una situación que conviene investigar. Por ello, en algunos laboratorios este análisis —cuyos resultados numéricos se incrementan por causas variadas que van desde una caries hasta un cáncer)— forma parte de las pruebas del hemograma y resulta de rutina en los chequeos de salud.

## Valores
A mayor edad, es mayor el rango del límite de valores normales:
- Hombres: hasta 15 mm/h.
- Mujeres: hasta 20 mm/h.
- Niños: hasta 10 mm/h.
- Recién nacidos: 0-2 mm/h.
- Embarazadas: 40 mm/h a 45 mm/h.

El resultado puede expresarse también como índice (índice de Katz), en el cual los eritrocitos sedimentaban durante 2 horas, relacionando los resultados de la primera hora con la segunda mediante un cálculo matemático. Se dejó de utilizar hacia 1975, porque se estableció que el significado clínico de la VSG corresponde a la primera hora de eritrosedimentación.

### Causas más frecuentes de valores elevados
Los valores elevados (mayor sedimentación) pueden deberse, entre muchos factores, a los siguientes:
- Causas Fisiológicas — Embarazo — Menstruación
- Causas Patológicas — Anemias intensas (especialmente anemia macrocítica y ferropénicas) — Procesos inflamatorios crónicos — Infarto agudo de miocardio — Insuficiencia renal — Neoplasias, tumores y hemopatías — Gammapatías monoclonales (en Mielomas por ejemplo) — Aumento de la fracción de las globulinas — Artritis reumatoidea — Vasculitis — Procesos autoinmunes.

### Causas más frecuentes de valores disminuidos
Las causas más frecuentes de valores disminuidos (menor sedimentación) son:
- Policitemias, en particular Policitemia vera.
- Alteraciones eritrocitarias.
- Hipofibrinogenemia (disminución concentración de fibrinógeno plasmático).
- Hiperglucemia

## Limitaciones
Esta prueba no se debe utilizar como diagnóstico, ya que hay múltiples variables con las que se ve afectada. Si bien puede ofrecer una orientación hacia un diagnóstico, es necesario utilizar pruebas específicas para establecer una patología concreta.
La eritrosedimentación es una prueba altamente inespecífica, que ha perdido vigencia paulatinamente frente a la medición de otros analitos como los reactantes de fase aguda, en particular la proteína C reactiva, para el diagnóstico y manejo de las enfermedades infecciosas e inflamatorias, incluidas las de origen reumatológico y las enfermedades cardiovasculares, y los marcadores tumorales en las enfermedades malignas.